# ظرف (نوع داده انتزاعی)
در علوم رایانه، ظرف (به انگلیسی: Container) یک کلاس، ساختار داده یا یک نوع داده انتزاعی است که نمونه‌های آن دربرگیرنده اشیاء دیگر هستند. به عبارت دیگر، آن‌ها برای ذخیره کردن اشیاء به روشی سازمان یافته‌استفاده می‌شوند و اشیاء موجو در آن‌ها تحت یکسری قوانین مشخص قابل دسترسی هستند. اندازه یک ظرف بستگی به تعداد اشیائی (عناصری) که در آن قرار گرفته‌اند دارد. پیاده‌سازی گونه‌های مختلف ظرف‌ها در فضا و پیچیدگی زمانی با یکدیگر تفاوت دارند که باید برای هر سناریو از یک پیاده‌سازی مناسب استفاده کرد.

## کلیات
ظرف‌ها را می‌توان از سه منظر مورد مطالعه قرار داد:
1. دسترسی: به معنی دسترسی داشتن به عناصر موجود در ظرف است. در مورد آرایه‌ها، دسترسی به عناصر با استفاده از اندیس آرایه صورت می‌گیرد. در مورد پشته‌ها، دسترسی به عناصر به روش آخرین ورودی، اولین خروجی[۳] و در مورد صف‌ها دسترسی به عناصر به شکل اولین ورودی، اولین خروجی صورت می‌گیرد.[۳][۴]
2. ذخیره‌سازی: شامل ذخیره کردن عناصر در ظرف است. برخی از ظرف‌ها اندازه محدودی دارند و برخی دیگر به شکل نامحدود هستند.
3. پیمایش: به این معنی که چگونه باید عناصر موجود در ظرف را پیمایش کرد، به طوری که بتوان به همه عناصر دسترسی داشت و هر عنصر فقط یک بار مورد دستیابی قرار گیرد.

کلاس‌های ظرف‌ها معمولاً متدهای زیر را پیاده‌سازی می‌کنند:
- ساخت یک ظرف جدید (سازنده)
- گزارش کردن تعداد عناصر موجود در ظرف (اندازه)
- حذف کردن تمام عناصر موجود در ظرف (پاکسازی)
- درج کردن عناصر جدید در ظرف
- حذف کردن برخی از عناصر موجود در ظرف
- ارائه کردن یک روش برای دسترسی به عناصر ظرف

## انواع
ظرف‌ها معمولاً به دو گروه تقسیم می‌شوند:
1. ظرف‌های مبتنی بر مقدار
2. ظرف‌های مبتنی بر ارجاع

### ظرف‌های مبتنی بر مقدار
این ظرف‌ها کپی‌هایی از اشیاء را ذخیره می‌کنند. در هنگام دسترسی به یک شی، کپی آن شی برمی‌گردد. اگر یک شی خارجی را پس از درج کردن آن در ظرف، تغییر دهیم، آن تغییر بر روی نمونه ذخیره شده در ظرف تأثیری نخواهد داشت و تنها نمونه خارجی آن شی تغییر می‌کند.

### ظرف‌های مبتنی بر ارجاع
در این گونه از ظرف‌ها، به جای کپی یک شی، اشاره‌گر یا مرجعی به آن شی در ظرف ذخیره می‌شود. اگر بخواهیم به یک شی ذخیره شده در ظرف دسترسی داشته باشیم، به جای کپی آن شی، اشاره‌گری به آن شی برمی‌گردد. اگر یک شی خارجی را پس از ذخیره کردن آن در ظرف، تغییر دهیم، بر روی محتوای ظرف هم اثرگذار خواهد بود.

## منفرد یا انجمنی
یک ظرف ممکن است:
1. مفرد باشد
2. انجمنی باشد.

### ظرف‌های تک مقداری
هر شی به شکل مستقل در ظرف ذخیره می‌شود یا به صورت مستقیم یا از طریق یک تکرارگر در دسترس قرار می‌گیرد.

### ظروف انجمنی
آرایه انجمنی، نگاشت، یا دیکشنری، ظرفی است که از جفت‌های (کلید، مقدار) تشکیل شده‌است. در این گونه ظروف، تنها یک نمونه از هر شی می‌تواند در ظرف قرار گیرد. از کلید برای پیدا کردن مقدار یا شیئی که در ظرف ذخیره شده‌استفاده می‌گردد.